# Mony the phoney
Mony the phoney is een single van Dizzy Man's Band. Het is afkomstig van hun album The show. Het plaatje zat in een hitparadeluwte tussen hun grootste successen The show en The opera en raakte daardoor volledig overschaduwd door die twee successen.
Het nummer dat vrijwel onbekend bleef, werd/wordt zeer vaak verkeerd gespeld als Money the phoney. Het nummer ging niet over geld. Het gaat over het meisje Mony, waarop de zanger verliefd is, die zo gek als een deur was en tevens groupie bij de DMB.

## Hitnotering

### Nederlandse Top 40
Het plaatje was eerst alarmschijf.
| Hitnotering: week 7 t/m 10 in 1974 | Hitnotering: week 7 t/m 10 in 1974 | Hitnotering: week 7 t/m 10 in 1974 | Hitnotering: week 7 t/m 10 in 1974 | Hitnotering: week 7 t/m 10 in 1974 | Hitnotering: week 7 t/m 10 in 1974 |
| Week:                              | 1                                  | 2                                  | 3                                  | 4                                  |                                    |
| ---------------------------------- | ---------------------------------- | ---------------------------------- | ---------------------------------- | ---------------------------------- | ---------------------------------- |
| Positie:                           | 25                                 | 18                                 | 22                                 | 39                                 | uit                                |

### NederlandseDaverende 30
| Hitnotering: 16-2-1974 t/m 8-3-1974 | Hitnotering: 16-2-1974 t/m 8-3-1974 | Hitnotering: 16-2-1974 t/m 8-3-1974 | Hitnotering: 16-2-1974 t/m 8-3-1974 | Hitnotering: 16-2-1974 t/m 8-3-1974 |
| Week:                               | 1                                   | 2                                   | 3                                   |                                     |
| ----------------------------------- | ----------------------------------- | ----------------------------------- | ----------------------------------- | ----------------------------------- |
| Positie:                            | 29                                  | 23                                  | 23                                  | uit                                 |